# Crossmolina
Crossmolina (irisch Crois Uí Mhaoilíona, älter auch Crois Uí Mhaoilfhiona, „Kreuz des Ó Maoilfhíona“) liegt an der N59, westlich von Ballina, in der Nähe des Lough Conn, beiderseits des Flusses Deel, im Nordosten des Countys Mayo im Westen der Republik Irland. Der Name geht auf ein Kreuz zurück, das für ein Mitglied des Fiachrach-Clans errichtet wurde. Vom Nephin Mountain hat man einen Blick über die Landschaft. Beim Census 2022 hatte der Ort 1134 Einwohner. Im Gegensatz zu sehr vielen anderen Orten in Irland, die stark gewachsen sind, ist die Einwohnerzahl in den letzten 30 Jahren nahezu konstant geblieben.
Aus der Frühgeschichte der Gegend ist überliefert, dass die Könige von Hy-Fiachrach bei Inniscoe und auf der Insel Annagh im Lough Conn Raths unterhielten. Bei Crossmolina handelt es sich um eine Ansiedlung, die um die etwa 1300 n. Chr. errichtete Abtei von Crossmolina, einer Gründung der DeBarry-Familie, entstand. Im Jahr 1526 zerstörte O’Donnell von Tirconnell den Ort. Ab 1570 war Richard de Burke, der Besitzer von Crossmolina, am Aufstand gegen die englische Regierung beteiligt. Die Engländer siegten 1586 am „windy gap“ und brachten die Gefangenen auf eine der Inseln im Lough Conn.

## Sehenswürdigkeiten
- Abbeytown House
- Castle Gore (auch Castle Deel)
- North Mayo Research; Heritage Centre und Museum, ein wenig außerhalb der Stadt.

Südlich von Crossmolina auf einer Halbinsel im Lough Conn liegen die Ruinen:
- der Errew Abbey
- des Templenagalliaghdoo (Kirche der schwarzen Nonnen)